# Hans Aichinger
Hans Aichinger (* 1959 in Leipzig) ist ein deutscher Maler.

## Biografie
1959 geboren in Leipzig, studierte Aichinger 1982–1986 an der Hochschule für Grafik und Buchkunst Leipzig Malerei bei Bernhard Heisig. 1992–1997 lehrte Aichinger dort selbst. 1999 folgte ein Arbeitsaufenthalt in der Casa Alejandro de Humboldt in Havanna, Kuba und ein Lehrauftrag an der Emory University bei Atlanta. Hans Aichinger lebt und arbeitet in Leipzig, in einem Atelier in der Leipziger Baumwollspinnerei. Wie sein Jahrgangskommilitone Neo Rauch gehört Aichinger formal zur Neuen Leipziger Schule.

## Werk
Das künstlerische Werk umfasst verschiedene Techniken; Malerei (Öl auf Leinwand), Zeichnung, Aquarell, Holzschnitt, u. a. Nach sehr unterschiedlichen Werkphasen seit der Studienzeit kennzeichnet das gegenwärtige Werk eine gegenständliche Malweise.
Im Mittelpunkt die Figur, schafft Aichinger Stillleben aus Menschen, ähnlich Kammerspielen, in denen die äußere Handlung zur Metapher für die innere Bewegung wird. Aichingers Malerei ist geprägt von einer hyperrealistischen Malweise, die die Genauigkeit der gegenständlichen Formulierung von Figur und Objekt in den formalen Vordergrund stellt – inhaltlich ist die maltechnische Präzision der Bildoberfläche der Gegenpol zur Offenheit von Thema und Kontext. In Vorbereitung der Malerei entstehen Inszenierungen im Studio, dabei folgen Darsteller und Fotograf den gezeichneten Handlungsanweisungen Aichingers (Gestik, Körpersprache, Blickachse, Lichteinfall, Kameraposition). Aus dem im Studio entstandenen Film wird danach ein Standbild ausgewählt und malerisch umgesetzt.
„Aichinger konzentriert sich darauf, Bewegungen einzufrieren, Unbeantwortbares in leere Mitten zu projizieren und das Zeitmaß zu dehnen. So entstehen Parabeln der Langsamkeit und Vergeblichkeit, die sich auch gegenseitig belichten. Sie schöpfen aus dem Fundus großer Inszenierungen. [...] Aichinger zeigt, wie fragil der Bezug zur Realität ist. Oben die Andacht, unten das Lebensgefühl unserer Tage. Das künstlerische Ich als Schaltstelle. [...] Bilder, die faszinieren und zugleich distanzieren, weil sie so klar und doch schwer durchschaubar sind, weil Aichinger immer aufs Ganze geht und sich selbst nicht schont. Aichinger ankert auf der Rückseite der trostlosen Erfolgsgesellschaft, von wo aus er um so genauer auf die kulturellen Verwerfungen schaut, während er an seinen Konzentrationsübungen arbeitet. Was soll verkehrt sein an dieser Absage an die Flachheiten der Massenkultur und einem existenziellen, altertümlichen Anspruch auf das Geistige, auf Sinn und Weltverstehen?“

## Ausstellungen
- 2018 "Bilder von Tatsachen" Galerie R E I T E R, Berlin
- 2014 "Der weiße Anfang" Kunsthalle Bremerhaven
- 2012 „Wahrheit oder Pflicht“ maerzgalerie Berlin
- 2012 „Memento Mori“ Kulturbahnhof Eller. Düsseldorf (G)
- 2011 „After the Goldrush“ Kunstverein Speyer e.V. Kulturhof Flachsgasse
- 2010 „Hans Aichinger. Ein Missverständnis“ maerzgalerie. Berlin
- 2010 „Silent Revolution -  Painting and Photography from Leipzig“ Kerava Art Museum. Kerava. Finnland
- 2009 „Von Natur aus falsch“ maerzgalerie. Leipzig
- 2007 „Impossible Germany“ moti hasson gallery. New York
- 2006 „Zurück zur Figur - Malerei der Gegenwart“ Kunsthalle der Hypo-Kulturstiftung. München
- 2005 „Die Frage nach dem Ding“ maerzgalerie. Leipzig „From Cotton to Culture“ Bunkier Sztukie. Krakau
- 2004 „Blick in die Sammlung“ Kunsthalle der Sparkasse. Leipzig
- 2003 „Das wissende Feld“ maerzgalerie. Leipzig
- 2001 „Schrei nach Liebe“ De Lifters Gallery. Tokio
- 2000 „Formen missglückten Daseins“ Galerie Prinz. Madrid
- 1999 „10 years after revolution“  Emory University. Atlanta „Ambos Mundos“ Casa Alejandro de Humboldt. Havanna. Kuba
- 1997 „Form und Funktion der Zeichnung heute“ Frankfurt am Main „Die Fehler des Todes“ mit Hartwig Ebersbach und Walter Dahn. Galerie VOXXX. Chemnitz
- 1994 „Für F.N. - Nietzsche in der bildenden Kunst der letzten 30 Jahre“ Schloss Belvedere. Weimar „Hieb und Stich“ Germanisches Nationalmuseum. Nürnberg
- 1993 „The Tide“ Jesse Jones Building. Goethe Institut. Houston
- 1992 „Turning Points“ Northern Centre of Contemporary Art. Sunderland. Großbritannien

## Öffentliche und private Sammlungen
- Sammlung der Sparkasse Leipzig
- Museum der bildenden Künste, Leipzig
- Northern Centre of Contemporary Art, Sunderland, Großbritannien
- Germanisches Nationalmuseum, Nürnberg
- Deutsches Historisches Museum, Berlin
- Sammlung Deutsche Bank, Frankfurt am Main
- Stiftung Moritzburg, Kunstmuseum des Landes Sachsen-Anhalt, Halle (Saale)
- G2 Kunsthalle, Sammlung Hildebrand, Leipzig